# Llista de topònims de Ripollet
Llista de topònims (noms propis de lloc) del municipi de Ripollet, al Vallès Occidental
Informació actualitzada per un bot. Els canvis manuals es perdran quan s'actualitzi!

## arbre singular
| imatge | Nom                                                           | Ubicat a | instància de   | Detalls                                     | coordenades                                                                          | Protecció | Commons (més fotos) | Dades a WD                    |
| ------ | ------------------------------------------------------------- | -------- | -------------- | ------------------------------------------- | ------------------------------------------------------------------------------------ | --------- | ------------------- | ----------------------------- |
|        | Om del Martinet                                               | Ripollet | arbre singular | 20th century                                | 41° 29′ 26″ N, 2° 09′ 09″ E / 41.49066°N,2.15257°E ca:Nucli urbà de Ripollet (08291) |           |                     | Modifica les dades a Wikidata |
|        | Palmera al carrer Balmes                                      | Ripollet | arbre singular | 20th century                                | 41° 29′ 43″ N, 2° 09′ 23″ E / 41.4952°N,2.15637°E ca:Nucli urbà de Ripollet (08291)  |           |                     | Modifica les dades a Wikidata |
|        | Troana a Can Masachs                                          | Ripollet | arbre singular | 20th century                                | 41° 29′ 47″ N, 2° 09′ 14″ E / 41.49634°N,2.15377°E ca:Nucli urbà de Ripollet (08291) |           |                     | Modifica les dades a Wikidata |
|        | Xiprer de l'entrada del Cementiri                             | Ripollet | arbre singular | 1847                                        | 41° 29′ 59″ N, 2° 09′ 34″ E / 41.49984°N,2.15943°E ca:Nucli urbà de Ripollet (08291) |           |                     | Modifica les dades a Wikidata |
|        | llorer al costat de l'ajuntament                              | Ripollet | arbre singular | 20th century Taxon: llorer (Laurus nobilis) | 41° 29′ 47″ N, 2° 09′ 13″ E / 41.49644°N,2.15358°E ca:Nucli urbà de Ripollet (08291) |           |                     | Modifica les dades a Wikidata |
|        | roure entre el carrer de Magallanes i la carretera de Santiga | Ripollet | arbre singular | 20th century                                | 41° 29′ 59″ N, 2° 09′ 05″ E / 41.49966°N,2.15139°E ca:Nucli urbà de Ripollet (08291) |           |                     | Modifica les dades a Wikidata |

## casa
| imatge | Nom                                               | Ubicat a | instància de | Detalls                                                               | coordenades                                                                                        | Protecció                                  | Commons (més fotos)                          | Dades a WD                    |
| ------ | ------------------------------------------------- | -------- | ------------ | --------------------------------------------------------------------- | -------------------------------------------------------------------------------------------------- | ------------------------------------------ | -------------------------------------------- | ----------------------------- |
|        | Cal Biel                                          | Ripollet | casa         | Estil: modernisme català arquitectura modernista                      | 41° 29′ 48″ N, 2° 09′ 23″ E / 41.496598°N,2.156358°E ca:Nucli urbà de Ripollet (08291) 75 msnm     | bé integrant del patrimoni cultural català | Cal Biel (Ripollet)                          | Modifica les dades a Wikidata |
|        | Cal Dr. Figarola                                  | Ripollet | casa         | 1910                                                                  | 41° 29′ 47″ N, 2° 09′ 24″ E / 41.49649°N,2.15661°E ca:Nucli urbà de Ripollet (08291)               |                                            |                                              | Modifica les dades a Wikidata |
|        | Cal Magí                                          | Ripollet | casa         | Estil: modernisme català arquitectura modernista 1910s                | 41° 29′ 48″ N, 2° 09′ 31″ E / 41.496671°N,2.158517°E ca:Nucli urbà de Ripollet (08291) 69 msnm     | bé integrant del patrimoni cultural català | Cal Magí (Ripollet)                          | Modifica les dades a Wikidata |
|        | Cal Mistre                                        | Ripollet | casa         | Estil: arquitectura popular Estat: enderrocat o destruït              | 41° 29′ 47″ N, 2° 09′ 24″ E / 41.496456°N,2.156599°E ca:C. Calvari, 22 72 msnm                     | bé integrant del patrimoni cultural català | Cal Mistre (Ripollet)                        | Modifica les dades a Wikidata |
|        | Cal Muç                                           | Ripollet | casa         | Estil: arquitectura eclèctica 19th century                            | 41° 29′ 44″ N, 2° 09′ 30″ E / 41.495613°N,2.158288°E ca:C. Calvari, 80 69 msnm                     | bé integrant del patrimoni cultural català | Cal Muç                                      | Modifica les dades a Wikidata |
|        | Cal Queixalista                                   | Ripollet | casa         | Estil: noucentisme 20th century                                       | 41° 29′ 58″ N, 2° 09′ 18″ E / 41.499453°N,2.154979°E ca:Nucli urbà de Ripollet (08291) 84 msnm     | bé integrant del patrimoni cultural català | Cal Queixalista                              | Modifica les dades a Wikidata |
|        | Cal Roda                                          | Ripollet | casa         | Estil: arquitectura popular 18th century                              | 41° 29′ 51″ N, 2° 09′ 15″ E / 41.497518°N,2.15407°E ca:Nucli urbà de Ripollet (08291) 73 msnm      | bé integrant del patrimoni cultural català | Cal Roda (Ripollet)                          | Modifica les dades a Wikidata |
|        | Can Bertran                                       | Ripollet | casa         | Estil: arquitectura modernista                                        | 41° 29′ 47″ N, 2° 09′ 26″ E / 41.496253°N,2.157117°E ca:Carrer Calvari, 36 72 msnm                 | bé integrant del patrimoni cultural català | Can Bertran (Ripollet)                       | Modifica les dades a Wikidata |
|        | Can Boniquet                                      | Ripollet | casa         | Estil: arquitectura eclèctica 19th century                            | 41° 29′ 54″ N, 2° 09′ 21″ E / 41.498244°N,2.155953°E ca:C. Sol, 34 81 msnm                         | bé integrant del patrimoni cultural català | Can Boniquet                                 | Modifica les dades a Wikidata |
|        | Can Buxó                                          | Ripollet | casa         | Estil: arquitectura popular 1662                                      | 41° 29′ 52″ N, 2° 09′ 12″ E / 41.497674°N,2.153205°E ca:Padró, 1                                   | bé integrant del patrimoni cultural català | Can Buxó (Ripollet)                          | Modifica les dades a Wikidata |
|        | Can Calpena                                       | Ripollet | casa         | 20th century                                                          | 41° 29′ 50″ N, 2° 09′ 37″ E / 41.49728°N,2.16017°E ca:Nucli urbà de Ripollet (08291)               |                                            |                                              | Modifica les dades a Wikidata |
|        | Can Clos / Pisos del Sindicat                     | Ripollet | casa         | 1969                                                                  | 41° 30′ 03″ N, 2° 09′ 10″ E / 41.50094°N,2.15275°E ca:Nucli urbà de Ripollet (08291)               |                                            |                                              | Modifica les dades a Wikidata |
|        | Can Palau                                         | Ripollet | casa         | 20th century                                                          | 41° 29′ 59″ N, 2° 09′ 23″ E / 41.49971°N,2.15636°E ca:Nucli urbà de Ripollet (08291)               |                                            |                                              | Modifica les dades a Wikidata |
|        | Can Pesseta                                       | Ripollet | casa         | Estil: arquitectura eclèctica 1884                                    | 41° 29′ 56″ N, 2° 09′ 19″ E / 41.499022°N,2.155188°E ca:Nucli urbà de Ripollet (08291) 83 msnm     | bé integrant del patrimoni cultural català | Can Pesseta                                  | Modifica les dades a Wikidata |
|        | Casa Al C/ de la Salut, 16                        | Ripollet | casa         | 19th century                                                          | 41° 29′ 52″ N, 2° 09′ 15″ E / 41.49777°N,2.15415°E ca:Nucli urbà de Ripollet (08291)               |                                            |                                              | Modifica les dades a Wikidata |
|        | Casa Fuster                                       | Ripollet | casa         | Estil: arquitectura popular 18th century Estat: enderrocat o destruït | 41° 29′ 47″ N, 2° 09′ 24″ E / 41.496429°N,2.1567797°E ca:C. Calvari, 20 72 msnm                    | bé integrant del patrimoni cultural català | Casa Fuster (Ripollet)                       | Modifica les dades a Wikidata |
|        | Casa Parroquial                                   | Ripollet | casa         | 1946                                                                  | 41° 29′ 49″ N, 2° 09′ 19″ E / 41.49686°N,2.15532°E ca:Nucli urbà de Ripollet (08291)               |                                            |                                              | Modifica les dades a Wikidata |
|        | Torre Groga                                       | Ripollet | casa         | Estil: noucentisme Estat: enderrocat o destruït                       | 41° 29′ 47″ N, 2° 09′ 45″ E / 41.496476°N,2.162607°E                                               | bé integrant del patrimoni cultural català |                                              | Modifica les dades a Wikidata |
|        | Torre Mingrat                                     | Ripollet | casa         | Estil: noucentisme 20th century                                       | 41° 29′ 49″ N, 2° 09′ 44″ E / 41.496956°N,2.162176°E ca:C. Tamarit, 80 - c. Joan Miró, 3 74 msnm   | bé integrant del patrimoni cultural català | Torre Mingrat                                | Modifica les dades a Wikidata |
|        | Torre de l'Argentera                              | Ripollet | casa         | Estil: noucentisme 20th century                                       | 41° 29′ 47″ N, 2° 09′ 42″ E / 41.496286111111°N,2.1616930555556°E ca:Rambla Sant Jordi, 68 70 msnm | bé integrant del patrimoni cultural català | Torre de l'Argentera                         | Modifica les dades a Wikidata |
|        | casa del C/ Anselm Clavé, 17                      | Ripollet | casa         | 1888                                                                  | 41° 29′ 49″ N, 2° 09′ 22″ E / 41.49698°N,2.15606°E ca:Nucli urbà de Ripollet (08291)               |                                            |                                              | Modifica les dades a Wikidata |
|        | casa del C/ Calvari, 15                           | Ripollet | casa         | 20th century                                                          | 41° 29′ 48″ N, 2° 09′ 24″ E / 41.49654°N,2.15655°E ca:Nucli urbà de Ripollet (08291)               |                                            |                                              | Modifica les dades a Wikidata |
|        | casa del C/ Calvari, 46                           | Ripollet | casa         |                                                                       | 41° 29′ 46″ N, 2° 09′ 27″ E / 41.49614°N,2.15755°E ca:Nucli urbà de Ripollet (08291)               |                                            |                                              | Modifica les dades a Wikidata |
|        | casa del C/ Calvari, 58                           | Ripollet | casa         |                                                                       | 41° 29′ 45″ N, 2° 09′ 28″ E / 41.49596°N,2.15782°E ca:Nucli urbà de Ripollet (08291)               |                                            |                                              | Modifica les dades a Wikidata |
|        | casa del C/ Isabel la Catòlica, 18                | Ripollet | casa         |                                                                       | 41° 29′ 51″ N, 2° 09′ 15″ E / 41.49762°N,2.15424°E ca:Nucli urbà de Ripollet (08291)               |                                            |                                              | Modifica les dades a Wikidata |
|        | casa del C/ Isabel la Catòlica, 7                 | Ripollet | casa         | 19th century                                                          | 41° 29′ 52″ N, 2° 09′ 13″ E / 41.49768°N,2.15374°E ca:Nucli urbà de Ripollet (08291)               |                                            |                                              | Modifica les dades a Wikidata |
|        | casa del C/ Sant Sebastià, 10                     | Ripollet | casa         | Estil: modernisme català 1929                                         | 41° 29′ 47″ N, 2° 08′ 51″ E / 41.49648°N,2.14748°E ca:Barri del Pont Vell, Ripollet (08291)        |                                            |                                              | Modifica les dades a Wikidata |
|        | casa del C/ Sant Sebastià, 2                      | Ripollet | casa         | 1930                                                                  | 41° 29′ 46″ N, 2° 08′ 52″ E / 41.4962°N,2.14787°E ca:Barri del Pont Vell, Ripollet (08291)         |                                            |                                              | Modifica les dades a Wikidata |
|        | casa del C/ Verge de Montserrat, 72               | Ripollet | casa         | 1930                                                                  | 41° 29′ 47″ N, 2° 08′ 49″ E / 41.49628°N,2.14691°E ca:Barri del Pont Vell de Ripollet (08291)      |                                            |                                              | Modifica les dades a Wikidata |
|        | casa del Carrer Concòrdia, 2                      | Ripollet | casa         | 20th century                                                          | 41° 29′ 50″ N, 2° 08′ 42″ E / 41.4973°N,2.14489°E ca:Nucli urbà de Ripollet (08291)                |                                            |                                              | Modifica les dades a Wikidata |
|        | casa del carrer Palma, 17                         | Ripollet | casa         | 19th century                                                          | 41° 29′ 54″ N, 2° 09′ 17″ E / 41.49824°N,2.15472°E ca:Nucli urbà de Ripollet (08291)               |                                            |                                              | Modifica les dades a Wikidata |
|        | habitatge al carrer Bonavista, 7                  | Ripollet | casa         | Estil: arquitectura modernista 19th century                           | 41° 29′ 34″ N, 2° 08′ 59″ E / 41.492876°N,2.149853°E ca:Carrer Bonavista, 7 69 msnm                | bé integrant del patrimoni cultural català | Habitatge al carrer Bonavista, 7 (Ripollet)  | Modifica les dades a Wikidata |
|        | habitatge al carrer Calvari, 24                   | Ripollet | casa         | Estil: arquitectura popular Estat: enderrocat o destruït              | 41° 29′ 47″ N, 2° 09′ 25″ E / 41.4963839°N,2.1569394°E                                             | bé integrant del patrimoni cultural català |                                              | Modifica les dades a Wikidata |
|        | habitatge al carrer Calvari, 26                   | Ripollet | casa         | Estil: arquitectura popular Estat: enderrocat o destruït              | 41° 29′ 47″ N, 2° 09′ 25″ E / 41.49627°N,2.15693°E                                                 | bé integrant del patrimoni cultural català |                                              | Modifica les dades a Wikidata |
|        | habitatge al carrer Creu Roja, 10                 | Ripollet | casa         | Estil: arquitectura eclèctica 19th century                            | 41° 29′ 37″ N, 2° 08′ 56″ E / 41.4936°N,2.14899°E ca:C. Creu Roja, 10 69 msnm                      | bé integrant del patrimoni cultural català | Habitatge al carrer Creu Roja, 10 (Ripollet) | Modifica les dades a Wikidata |
|        | habitatge al carrer Nostra Senyora dels Àngels, 7 | Ripollet | casa         | Estil: arquitectura eclèctica Estat: enderrocat o destruït            | 41° 29′ 37″ N, 2° 08′ 59″ E / 41.49348°N,2.14974°E                                                 | bé integrant del patrimoni cultural català |                                              | Modifica les dades a Wikidata |
|        | la Valenciana                                     | Ripollet | casa         | Estil: noucentisme 20th century                                       | 41° 29′ 46″ N, 2° 09′ 26″ E / 41.496182°N,2.157346°E ca:C. Calvari, 42 72 msnm                     | bé integrant del patrimoni cultural català | La Valenciana (Ripollet)                     | Modifica les dades a Wikidata |

## conjunt d'edificis
| imatge | Nom                                       | Ubicat a | instància de       | Detalls | coordenades                                                                                   | Protecció | Commons (més fotos) | Dades a WD                    |
| ------ | ----------------------------------------- | -------- | ------------------ | ------- | --------------------------------------------------------------------------------------------- | --------- | ------------------- | ----------------------------- |
|        | Complex panoràmic 'la façana de Ripollet' | Ripollet | conjunt d'edificis |         | 41° 29′ 52″ N, 2° 09′ 14″ E / 41.49768°N,2.15392°E ca:Nucli urbà de Ripollet (08291           |           |                     | Modifica les dades a Wikidata |
|        | naus de l'antiga fàbrica Uralita          | Ripollet | conjunt d'edificis | 1907    | 41° 29′ 51″ N, 2° 08′ 45″ E / 41.49738°N,2.14584°E ca:Barri del Pont Vell de Ripollet (08291) |           |                     | Modifica les dades a Wikidata |

## curs d'aigua
| imatge | Nom     | Ubicat a          | instància de | Detalls                                      | coordenades | Protecció | Commons (més fotos) | Dades a WD                    |
| ------ | ------- | ----------------- | ------------ | -------------------------------------------- | --- | --------- | ------------------- | ----------------------------- |
|        | Ripoll  | Vallès Occidental | curs d'aigua | Desemboca: Besòs Llarg: 39.2km Conca: 243km² | 41° 29′ 15″ N, 2° 11′ 32″ E / 41.4875°N,2.1922222222222°E 41° 42′ 47″ N, 2° 01′ 58″ E / 41.713045°N,2.032685°E 55 msnm |           | Ripoll River        | Modifica les dades a Wikidata |
|        | riu Sec | Vallès Occidental | curs d'aigua | Desemboca: Ripoll                            | 41° 37′ 56″ N, 2° 01′ 22″ E / 41.632116°N,2.022658°E 41° 29′ 29″ N, 2° 09′ 24″ E / 41.491427°N,2.156804°E              |           | Riu Sec             | Modifica les dades a Wikidata |

## edifici
| imatge | Nom                                      | Ubicat a | instància de | Detalls                                                                            | coordenades | Protecció                                  | Commons (més fotos)                            | Dades a WD                    |
| ------ | ---------------------------------------- | -------- | ------------ | ---------------------------------------------------------------------------------- | --- | ------------------------------------------ | ---------------------------------------------- | ----------------------------- |
|        | Bòbila de Can Pesseta                    | Ripollet | edifici      | Estil: arquitectura popular Estat: enderrocat o destruït                           | 41° 29′ 53″ N, 2° 08′ 37″ E / 41.497997222222°N,2.1437472222222°E                                                                              | bé integrant del patrimoni cultural català |                                                | Modifica les dades a Wikidata |
|        | Casa Col·legi de les Germanes Dominiques | Ripollet | edifici      | Estil: historicisme arquitectònic 1899                                             | 41° 29′ 52″ N, 2° 09′ 15″ E / 41.497753°N,2.154091°E ca:Nucli urbà de Ripollet (08291)                                                         | bé integrant del patrimoni cultural català | Col·legi de les Germanes Dominiques (Ripollet) | Modifica les dades a Wikidata |
|        | Casa de la Societat Coral El Vallès      | Ripollet | edifici      | Estil: arquitectura eclèctica                                                      | 41° 29′ 54″ N, 2° 09′ 15″ E / 41.498333333333°N,2.1541666666667°E ca:Plaça d'en Clos, 2                                                        | bé integrant del patrimoni cultural català | Casa de la Societat Coral El Vallès            | Modifica les dades a Wikidata |
|        | Casa de poble                            | Ripollet | edifici      | Estil: arquitectura popular Estat: enderrocat o destruït                           | 41° 29′ 53″ N, 2° 09′ 16″ E / 41.49804°N,2.15447°E                                                                                             | bé integrant del patrimoni cultural català |                                                | Modifica les dades a Wikidata |
|        | Centre Parroquial                        | Ripollet | edifici      | 1926                                                                               | 41° 29′ 53″ N, 2° 09′ 32″ E / 41.498158°N,2.158997°E ca:Rambla de Sant Jordi, 15                                                               | bé integrant del patrimoni cultural català | Centre Parroquial (Ripollet)                   | Modifica les dades a Wikidata |
|        | Garatge d'en Fatjó                       | Ripollet | edifici      | Estil: noucentisme 20th century                                                    | 41° 29′ 34″ N, 2° 08′ 56″ E / 41.492895°N,2.148811°E ca:Ctra. de Barcelona, 116                                                                | bé integrant del patrimoni cultural català | Garatge d'en Fatjó                             | Modifica les dades a Wikidata |
|        | Jutjat de Pau                            | Ripollet | edifici      | 1859                                                                               | 41° 29′ 54″ N, 2° 09′ 12″ E / 41.49827°N,2.153329°E ca:Nucli urbà de Ripollet (08291)                                                          | bé integrant del patrimoni cultural català | Jutjat de Pau (Ripollet)                       | Modifica les dades a Wikidata |
|        | Teatre Auditori del Mercat Vell          | Ripollet | edifici      | Arquitecte: Joan Baptista Serra de Martínez Estil: historicisme arquitectònic 1932 | 41° 29′ 49″ N, 2° 09′ 29″ E / 41.496855°N,2.158116°E ca:Nucli urbà de Ripollet (08291)                                                         | bé integrant del patrimoni cultural català | Mercat vell (Ripollet)                         | Modifica les dades a Wikidata |
|        | Torre de l'aigua                         | Ripollet | edifici      | 19th century                                                                       | 41° 29′ 54″ N, 2° 09′ 13″ E / 41.49824°N,2.15363°E ca:Nucli urbà de Ripollet (08291)                                                           |                                            |                                                | Modifica les dades a Wikidata |
|        | capella de Can Grasses                   | Ripollet | edifici      | 1667                                                                               | 41° 30′ 31″ N, 2° 08′ 48″ E / 41.50861°N,2.14676°E ca:La zona nord-oest del municipi, al sud de la carretera Santiga (08291), prop de Barberà. |                                            |                                                | Modifica les dades a Wikidata |
|        | el Martinet                              | Ripollet | edifici      | Estil: arquitectura popular Estat: enderrocat o destruït                           | 41° 29′ 38″ N, 2° 09′ 53″ E / 41.494013°N,2.164813°E                                                                                           | bé integrant del patrimoni cultural català |                                                | Modifica les dades a Wikidata |

## edifici religiós
| imatge | Nom                                             | Ubicat a | instància de              | Detalls                                | coordenades | Protecció | Commons (més fotos) | Dades a WD                    |
| ------ | ----------------------------------------------- | -------- | ------------------------- | -------------------------------------- | --- | --------- | ------------------- | ----------------------------- |
|        | Campanar de L'església Parroquial               | Ripollet | edifici religiós església | Estil: modernisme català 1892          | 41° 29′ 49″ N, 2° 09′ 19″ E / 41.4969482421875°N,2.1552300453186035°E 41° 29′ 49″ N, 2° 09′ 19″ E / 41.49699°N,2.15525°E ca:Plaça de la Constitució ca:Nucli urbà de Ripollet (08291)          |           |                     | Modifica les dades a Wikidata |
|        | capella del Col·legi de les Germanes Dominiques | Ripollet | edifici religiós edifici  | Estil: historicisme arquitectònic 1899 | 41° 29′ 52″ N, 2° 09′ 14″ E / 41.49782180786133°N,2.1539289951324463°E 41° 29′ 52″ N, 2° 09′ 15″ E / 41.49773°N,2.15418°E ca:Carrer d'Isabel la Catòlica, 20 ca:Nucli urbà de Ripollet (08291) |           |                     | Modifica les dades a Wikidata |

## edifici residencial
| imatge | Nom            | Ubicat a | instància de                | Detalls                         | coordenades | Protecció | Commons (més fotos) | Dades a WD                    |
| ------ | -------------- | -------- | --------------------------- | ------------------------------- | --- | --------- | ------------------- | ----------------------------- |
|        | Casal de Joves | Ripollet | edifici residencial edifici | Estil: noucentisme 20th century | 41° 29′ 53″ N, 2° 09′ 31″ E / 41.49793243408203°N,2.1586010456085205°E 41° 29′ 53″ N, 2° 09′ 31″ E / 41.49794°N,2.15861°E ca:Rambla de Sant Jordi, 6 ca:Nucli urbà de Ripollet (08291) |           |                     | Modifica les dades a Wikidata |
|        | Jutjat de Pau  | Ripollet | edifici residencial         |                                 | 41° 29′ 52″ N, 2° 09′ 22″ E / 41.49764633178711°N,2.1560370922088623°E ca:Carrer Nou, 21                                                                                               |           |                     | Modifica les dades a Wikidata |

## element arquitectònic
| imatge | Nom                                           | Ubicat a | instància de          | Detalls      | coordenades                                                                          | Protecció | Commons (més fotos) | Dades a WD                    |
| ------ | --------------------------------------------- | -------- | --------------------- | ------------ | ------------------------------------------------------------------------------------ | --------- | ------------------- | ----------------------------- |
|        | Dues columnes a la Casa Parroquial            | Ripollet | element arquitectònic | 1946         | 41° 29′ 49″ N, 2° 09′ 19″ E / 41.49686°N,2.15532°E ca:Nucli urbà de Ripollet (08291) |           |                     | Modifica les dades a Wikidata |
|        | Entrada del carrer General Prim, 6            | Ripollet | element arquitectònic | 20th century | 41° 29′ 53″ N, 2° 09′ 13″ E / 41.49814°N,2.15364°E ca:Nucli urbà de Ripollet (08291) |           |                     | Modifica les dades a Wikidata |
|        | Pintura mural per la setmana de la gent gran  | Ripollet | element arquitectònic | 2021         | 41° 29′ 33″ N, 2° 09′ 01″ E / 41.4926378°N,2.1502224°E ca:Al Parc Massot             |           |                     | Modifica les dades a Wikidata |
|        | Portes de la Casa del Carrer Anselm Clavé, 22 | Ripollet | element arquitectònic | 20th century | 41° 29′ 50″ N, 2° 09′ 21″ E / 41.49718°N,2.15577°E ca:Nucli urbà de Ripollet (08291) |           |                     | Modifica les dades a Wikidata |
|        | Xemenèia del Molí d'en Calvet                 | Ripollet | element arquitectònic | 20th century | 41° 29′ 52″ N, 2° 09′ 12″ E / 41.49785°N,2.15335°E ca:Nucli urbà de Ripollet (08291) |           |                     | Modifica les dades a Wikidata |

## font
| imatge | Nom                                                       | Ubicat a | instància de | Detalls      | coordenades                                                                                 | Protecció | Commons (més fotos) | Dades a WD                    |
| ------ | --------------------------------------------------------- | -------- | ------------ | ------------ | ------------------------------------------------------------------------------------------- | --------- | ------------------- | ----------------------------- |
|        | Font Homenatge a Joan Maragall / Monument a Joan Maragall | Ripollet | font         | 1985         | 41° 29′ 44″ N, 2° 10′ 01″ E / 41.49563°N,2.16707°E ca:Nucli urbà de Ripollet (08291)        |           |                     | Modifica les dades a Wikidata |
|        | Font pública a la placeta la Palma                        | Ripollet | font         | 20th century | 41° 29′ 55″ N, 2° 09′ 15″ E / 41.49858°N,2.1541°E ca:Nucli urbà de Ripollet (08291)         |           |                     | Modifica les dades a Wikidata |
|        | font a Can Boniquet                                       | Ripollet | font         | 19th century | 41° 29′ 54″ N, 2° 09′ 22″ E / 41.49823°N,2.15605°E ca:Nucli urbà de Ripollet (08291)        |           |                     | Modifica les dades a Wikidata |
|        | font del Petricó                                          | Ripollet | font         | 19th century | 41° 29′ 44″ N, 2° 08′ 56″ E / 41.49555°N,2.14883°E ca:Barri del Pont Vell, Ripollet (08291) |           |                     | Modifica les dades a Wikidata |

## masia
| imatge | Nom           | Ubicat a | instància de | Detalls                                  | coordenades                                                                              | Protecció                                  | Commons (més fotos)    | Dades a WD                    |
| ------ | ------------- | -------- | ------------ | ---------------------------------------- | ---------------------------------------------------------------------------------------- | ------------------------------------------ | ---------------------- | ----------------------------- |
|        | Can Clos      | Ripollet | masia        |                                          | 41° 30′ 03″ N, 2° 09′ 06″ E / 41.5007056874721°N,2.15155646250363°E                      |                                            |                        | Modifica les dades a Wikidata |
|        | Can Grasses   | Ripollet | masia        | Estil: arquitectura popular 17th century | 41° 30′ 31″ N, 2° 08′ 48″ E / 41.508633°N,2.146664°E ca:Crta. de Santiga 118 msnm        | bé integrant del patrimoni cultural català | Can Grasses (Ripollet) | Modifica les dades a Wikidata |
|        | Can Mas       | Ripollet | masia        | Estil: arquitectura popular 1787         | 41° 29′ 38″ N, 2° 10′ 06″ E / 41.493867°N,2.168421°E ca:Carrer de Sant Jaume, 71 61 msnm | bé integrant del patrimoni cultural català | Can Mas (Ripollet)     | Modifica les dades a Wikidata |
|        | Ferreria Nova | Ripollet | masia        |                                          | 41° 29′ 25″ N, 2° 09′ 10″ E / 41.4901662609189°N,2.15266433029904°E 62 msnm              |                                            | Ferreria Nova          | Modifica les dades a Wikidata |

## mobiliari urbà
| imatge | Nom                                                          | Ubicat a | instància de                       | Detalls      | coordenades                                                                          | Protecció | Commons (més fotos) | Dades a WD                    |
| ------ | ------------------------------------------------------------ | -------- | ---------------------------------- | ------------ | ------------------------------------------------------------------------------------ | --------- | ------------------- | ----------------------------- |
|        | Homenatge a Pere Quart                                       | Ripollet | mobiliari urbà                     | 21st century | 41° 29′ 56″ N, 2° 09′ 27″ E / 41.4988095°N,2.1574235°E ca:Plaça Pere Quart           |           |                     | Modifica les dades a Wikidata |
|        | Mural Mosaic Romà Al Xamfrà Entre C/ Padro i C/ Anselm Clavé | Ripollet | mobiliari urbà                     | 1965         | 41° 29′ 49″ N, 2° 09′ 22″ E / 41.49696°N,2.15611°E ca:Nucli urbà de Ripollet (08291) |           |                     | Modifica les dades a Wikidata |
|        | Placa Commemorativa a Anselm Clavé                           | Ripollet | mobiliari urbà placa commemorativa | 1928         | 41° 29′ 53″ N, 2° 09′ 19″ E / 41.49797°N,2.15527°E ca:Nucli urbà de Ripollet (08291) |           |                     | Modifica les dades a Wikidata |
|        | Premsa de Vi a la Plaça dels Vinaters                        | Ripollet | mobiliari urbà                     | 19th century | 41° 30′ 09″ N, 2° 09′ 26″ E / 41.50258°N,2.15715°E ca:Nucli urbà de Ripollet (08291) |           |                     | Modifica les dades a Wikidata |

## molí d'aigua
| imatge | Nom               | Ubicat a | instància de | Detalls                     | coordenades                                                                                         | Protecció                                  | Commons (més fotos) | Dades a WD                    |
| ------ | ----------------- | -------- | ------------ | --------------------------- | --------------------------------------------------------------------------------------------------- | ------------------------------------------ | ------------------- | ----------------------------- |
|        | Molí d'en Rata    | Ripollet | molí d'aigua | 1825                        | 41° 29′ 59″ N, 2° 09′ 10″ E / 41.4997321083246°N,2.15267143876782°E ca:Carrer del Molí d'en Rata, 1 |                                            | Molí d'en Rata      | Modifica les dades a Wikidata |
|        | molí d'en Masachs | Ripollet | molí d'aigua | Estil: arquitectura popular | 41° 29′ 46″ N, 2° 09′ 14″ E / 41.496201°N,2.153811°E ca:Nucli urbà de Ripollet (08291)              | bé integrant del patrimoni cultural català | Molí d'en Masachs   | Modifica les dades a Wikidata |

## monument
| imatge | Nom                                                             | Ubicat a | instància de | Detalls                                 | coordenades                                                                                                  | Protecció | Commons (més fotos)              | Dades a WD                    |
| ------ | --------------------------------------------------------------- | -------- | ------------ | --------------------------------------- | --- | --------- | -------------------------------- | ----------------------------- |
|        | La Llevantada                                                   | Ripollet | monument     | Creador: Ferran Capdevila i Argemí 2006 | 41° 29′ 43″ N, 2° 09′ 08″ E / 41.49533°N,2.15236°E ca:Nucli urbà de Ripollet (08291)                         |           | La llevantada (Ferran Capdevila) | Modifica les dades a Wikidata |
|        | Monument LGBTQ+                                                 | Ripollet | monument     | 2017                                    | 41° 29′ 43″ N, 2° 09′ 10″ E / 41.4952898°N,2.1526985°E ca:Parc del Riu Ripoll                                |           |                                  | Modifica les dades a Wikidata |
|        | Monument Víctimes Camps Concentració Nazis                      | Ripollet | monument     | 2005                                    | 41° 29′ 47″ N, 2° 09′ 14″ E / 41.49632°N,2.15384°E ca:Nucli urbà de Ripollet (08291)                         |           |                                  | Modifica les dades a Wikidata |
|        | Monument a Andreu Solà                                          | Ripollet | monument     | 2003                                    | 41° 29′ 48″ N, 2° 09′ 22″ E / 41.4968°N,2.15623°E ca:Nucli urbà de Ripollet (08291)                          |           |                                  | Modifica les dades a Wikidata |
|        | Monument a Anselm Clavé                                         | Ripollet | monument     | 1977                                    | 41° 29′ 45″ N, 2° 09′ 37″ E / 41.49582°N,2.16014°E ca:Nucli urbà de Ripollet (08291)                         |           |                                  | Modifica les dades a Wikidata |
|        | Monument a Emma Maleras                                         | Ripollet | monument     | 21st century                            | 41° 29′ 40″ N, 2° 09′ 00″ E / 41.49432°N,2.14994°E ca:Barri del Pont Vell, Ripollet (08291)                  |           |                                  | Modifica les dades a Wikidata |
|        | Monument a Joan Abat                                            | Ripollet | monument     | 2007                                    | 41° 30′ 04″ N, 2° 09′ 27″ E / 41.50121°N,2.15741°E ca:Nucli urbà de Ripollet                                 |           |                                  | Modifica les dades a Wikidata |
|        | Monument a Neus Català                                          | Ripollet | monument     | 2006                                    | 41° 30′ 14″ N, 2° 09′ 34″ E / 41.504°N,2.15947°E ca:Nucli urbà de Ripollet (08291)                           |           |                                  | Modifica les dades a Wikidata |
|        | Monument a l'Atleta                                             | Ripollet | monument     | 1970                                    | 41° 30′ 04″ N, 2° 09′ 26″ E / 41.50111°N,2.15731°E ca:Nucli urbà de Ripollet (08291)                         |           |                                  | Modifica les dades a Wikidata |
|        | Monument a l'Esport i als Nens                                  | Ripollet | monument     | 2000                                    | 41° 30′ 03″ N, 2° 09′ 27″ E / 41.50088°N,2.15752°E ca:Nucli urbà de Ripollet (08291)                         |           |                                  | Modifica les dades a Wikidata |
|        | Monument a la Festa de Sant Antoni Abat i els Tres Tombs        | Ripollet | monument     | 2003                                    | 41° 30′ 15″ N, 2° 09′ 28″ E / 41.50404°N,2.15776°E ca:Nucli urbà de Ripollet (08291)                         |           |                                  | Modifica les dades a Wikidata |
|        | Monument a la Sardana                                           | Ripollet | monument     | 2004                                    | 41° 30′ 14″ N, 2° 09′ 34″ E / 41.50378°N,2.15956°E ca:Plaça entre Rambla Pinetons i av. Maria Torras (08291) |           |                                  | Modifica les dades a Wikidata |
|        | Monument a les Víctimes de les Riuades                          | Ripollet | monument     | 20th century                            | 41° 29′ 43″ N, 2° 09′ 23″ E / 41.495302°N,2.1563755°E ca:Placeta entre el c. Balmes i el c. Maragall         |           |                                  | Modifica les dades a Wikidata |
|        | monument de l'agermanament amb Avrillè                          | Ripollet | monument     | 2003                                    | 41° 30′ 22″ N, 2° 09′ 25″ E / 41.50604°N,2.15696°E ca:Nucli urbà de Ripollet (08291)                         |           |                                  | Modifica les dades a Wikidata |
|        | monument en honor a Rafael Casanova a la plaça Onze de Setembre | Ripollet | monument     | 1981 Dedicat a: Rafael Casanova i Comes | 41° 29′ 49″ N, 2° 09′ 29″ E / 41.49686°N,2.15804°E ca:Nucli urbà de Ripollet (08291)                         |           |                                  | Modifica les dades a Wikidata |

## polígon industrial
| imatge | Nom                              | Ubicat a | instància de       | Detalls | coordenades                                                         | Protecció | Commons (més fotos) | Dades a WD                    |
| ------ | -------------------------------- | -------- | ------------------ | ------- | ------------------------------------------------------------------- | --------- | ------------------- | ----------------------------- |
|        | Polígon industrial Cadesbank     | Ripollet | polígon industrial |         | 41° 29′ 34″ N, 2° 09′ 37″ E / 41.4927441274787°N,2.16027390631461°E |           |                     | Modifica les dades a Wikidata |
|        | Polígon industrial Can Masachs   | Ripollet | polígon industrial |         | 41° 29′ 42″ N, 2° 09′ 15″ E / 41.4949156601106°N,2.15423175209245°E |           |                     | Modifica les dades a Wikidata |
|        | Polígon industrial El Martinet   | Ripollet | polígon industrial |         | 41° 29′ 30″ N, 2° 09′ 57″ E / 41.4917396452903°N,2.16582150476587°E |           |                     | Modifica les dades a Wikidata |
|        | Polígon industrial Els Pinetons  | Ripollet | polígon industrial |         | 41° 30′ 28″ N, 2° 08′ 50″ E / 41.507745271841°N,2.14734252472437°E  |           |                     | Modifica les dades a Wikidata |
|        | Polígon industrial La Sibèria    | Ripollet | polígon industrial |         | 41° 30′ 03″ N, 2° 08′ 28″ E / 41.5007808960171°N,2.14105980142194°E |           |                     | Modifica les dades a Wikidata |
|        | Polígon industrial Molí d'en Xec | Ripollet | polígon industrial |         | 41° 30′ 15″ N, 2° 08′ 44″ E / 41.5041828611159°N,2.14552007206551°E |           |                     | Modifica les dades a Wikidata |

## rellotge de sol
| imatge | Nom                                     | Ubicat a | instància de    | Detalls      | coordenades                                                                         | Protecció | Commons (més fotos) | Dades a WD                    |
| ------ | --------------------------------------- | -------- | --------------- | ------------ | ----------------------------------------------------------------------------------- | --------- | ------------------- | ----------------------------- |
|        | rellotge de Sol a Can Buxó              | Ripollet | rellotge de sol | 17th century | 41° 29′ 51″ N, 2° 09′ 12″ E / 41.49762°N,2.15338°E ca:Nucli urbà de Ripollet        |           |                     | Modifica les dades a Wikidata |
|        | rellotge de sol a la Baixada dels Corbs | Ripollet | rellotge de sol |              | 41° 29′ 51″ N, 2° 09′ 15″ E / 41.4976°N,2.15422°E ca:Nucli urbà de Ripollet (08291) |           |                     | Modifica les dades a Wikidata |

## Misc
| imatge | Nom                                                 | Ubicat a | instància de                                                                   | Detalls                                          | coordenades                                                                                         | Protecció                                  | Commons (més fotos)                       | Dades a WD                    |
| ------ | --------------------------------------------------- | --- | ------------------------------------------------------------------------------ | ------------------------------------------------ | --------------------------------------------------------------------------------------------------- | ------------------------------------------ | ----------------------------------------- | ----------------------------- |
|        | Bosc dels Pinetons                                  | Ripollet | bosc                                                                           | 19th century                                     | 41° 30′ 23″ N, 2° 09′ 36″ E / 41.50627°N,2.16002°E ca:Ripollet (08291)                              |                                            |                                           | Modifica les dades a Wikidata |
|        | Can Masachs                                         | Ripollet | casa consistorial                                                              | Estil: modernisme català 1920                    | 41° 29′ 48″ N, 2° 09′ 12″ E / 41.496577°N,2.153387°E ca:Nucli urbà de Ripollet (08291)              | bé integrant del patrimoni cultural català | Can Masachs (Ripollet)                    | Modifica les dades a Wikidata |
|        | Celler Cooperatiu de Ripollet                       | Ripollet | celler                                                                         |                                                  | 41° 29′ 40″ N, 2° 08′ 59″ E / 41.49437814873877°N,2.14970033468059°E                                |                                            | Celler Cooperatiu de Ripollet             | Modifica les dades a Wikidata |
|        | Centre d'Interpretació del Patrimoni Molí d'en Rata | Ripollet | centre d'interpretació molí Ús: molí fariner                                   | Estil: arquitectura popular 2005                 | 41° 29′ 58″ N, 2° 09′ 10″ E / 41.499325°N,2.15282222°E                                              | bé integrant del patrimoni cultural català | Molí d'en Rata                            | Modifica les dades a Wikidata |
|        | Fàbrica d'Uralita                                   | Cerdanyola del Vallès Ripollet                                                                                     | edifici industrial                                                             | Estil: noucentisme                               | 41° 29′ 46″ N, 2° 08′ 41″ E / 41.495994°N,2.144662°E ca:Carretera de Barcelona, 135                 | bé integrant del patrimoni cultural català | Fàbrica d'Uralita (Cerdanyola del Vallès) | Modifica les dades a Wikidata |
|        | N-150                                               | Vallès Occidental Nou Barris Montcada i Reixac Ripollet Cerdanyola del Vallès Barberà del Vallès Sabadell Terrassa | carretera carretera nacional d'Espanya                                         | Llarg: 25km                                      | 41° 29′ 22″ N, 2° 09′ 12″ E / 41.489553°N,2.153261°E                                                |                                            | N-150                                     | Modifica les dades a Wikidata |
|        | Parc dels Pinetons                                  | Ripollet | parc                                                                           | 1996                                             | 41° 30′ 32″ N, 2° 09′ 12″ E / 41.50901°N,2.15328°E 127 msnm                                         | bé integrant del patrimoni cultural català | Parc dels Pinetons                        | Modifica les dades a Wikidata |
|        | Resclosa de Can Clos                                | Ripollet | resclosa                                                                       | 19th century                                     | 41° 30′ 20″ N, 2° 08′ 49″ E / 41.50553°N,2.14698°E ca:Zona nord de Ripollet prop de Barberà (08291) |                                            |                                           | Modifica les dades a Wikidata |
|        | Ripollet                                            | Ripollet | entitat singular de població capital municipal ens local històric de Catalunya | 39430 hab                                        | 41° 29′ 49″ N, 2° 09′ 27″ E / 41.49686°N,2.15739°E 77 msnm                                          |                                            |                                           | Modifica les dades a Wikidata |
|        | Sant Esteve de Ripollet                             | Ripollet | església església parroquial                                                   | Estil: modernisme català arquitectura modernista | 41° 29′ 50″ N, 2° 09′ 19″ E / 41.497095°N,2.155321°E ca:Plaça de la Constitució                     | bé cultural d'interès local                | Sant Esteve de Ripollet                   | Modifica les dades a Wikidata |
|        | carrer del Calvari                                  | Ripollet | conjunt urbà                                                                   |                                                  | 41° 29′ 46″ N, 2° 09′ 28″ E / 41.49612045288086°N,2.157707929611206°E ca:Carrer del Calvari         |                                            |                                           | Modifica les dades a Wikidata |
|        | carrer del Doctor Zamenhof                          | Ripollet | carrer objecte Zamenhof-Esperanto                                              | Anomenat per: Ludwik Lejzer Zamenhof             | 41° 29′ 41″ N, 2° 09′ 48″ E / 41.494781°N,2.163258°E                                                |                                            |                                           | Modifica les dades a Wikidata |
|        | molí de vent                                        | Ripollet | molí de vent                                                                   | 1870                                             | 41° 29′ 56″ N, 2° 09′ 26″ E / 41.49894°N,2.15732°E ca:Nucli urbà de Ripollet (08291)                |                                            |                                           | Modifica les dades a Wikidata |
|        | plaça d'en Clos                                     | Ripollet | plaça                                                                          | Estil: arquitectura popular                      | 41° 29′ 54″ N, 2° 09′ 15″ E / 41.49833°N,2.154227°E ca:Nucli urbà de Ripollet (08291)               | bé integrant del patrimoni cultural català | Plaça d'en Clos                           | Modifica les dades a Wikidata |
|        | xemeneia Can Rocamora                               | Ripollet | xemeneia de fàbrica                                                            | Estil: arquitectura popular                      | 41° 30′ 26″ N, 2° 11′ 06″ E / 41.507146°N,2.185006°E                                                | bé integrant del patrimoni cultural català |                                           | Modifica les dades a Wikidata |